# Carsten Jancker
Carsten Jancker (sinh ngày 28 tháng 8 năm 1974) là một huấn luyện viên và cựu cầu thủ bóng đá người Đức, từng thi đấu ở vị trí tiền đạo cho nhiều câu lạc bộ từ năm 1993 đến 2009, bao gồm 1. FC Köln, Rapid Wien, FC Bayern Munich, Udinese Calcio, 1. FC Kaiserslautern, Shanghai Shenhua F.C., và SV Mattersburg, cũng như đội tuyển quốc gia Đức.
Trong sự nghiệp thi đấu, Jancker đã giành được nhiều danh hiệu, đặc biệt là cùng Bayern Munich, nơi anh đoạt 4 chức vô địch Bundesliga, 2 cúp DFB-Pokal và 1 UEFA Champions League.
Sau khi giải nghệ, Jancker chuyển sang công tác huấn luyện. Ông từng dẫn dắt các đội bóng như SV Horn và FC Marchfeld Donauauen. Vào tháng 4 năm 2024, ông được bổ nhiệm làm huấn luyện viên trưởng của DSV Leoben tại Giải hạng Nhì Áo (Regionalliga Central), với hợp đồng kéo dài đến tháng 6 năm 2025.

## Sự nghiệp thi đấu
Carsten Jancker sinh ra tại Grevesmühlen, bắt đầu sự nghiệp bóng đá tại Hansa Rostock trước khi ra mắt Bundesliga vào năm 1993 trong màu áo 1. FC Köln. Năm 21 tuổi, ông chuyển đến thi đấu cho Rapid Vienna, nơi ông ghi được 14 bàn thắng, trong đó có 7 bàn tại UEFA Cup Winners' Cup, giúp ông trở thành vua phá lưới của giải đấu. Nhờ màn trình diễn ấn tượng này, Jancker chỉ ở lại câu lạc bộ Áo một mùa trước khi trở lại Đức để gia nhập FC Bayern Munich.

### Giai đoạn thành công tại Bayern Munich
Thời gian khoác áo Bayern Munich từ năm 1996 đến 2002 là giai đoạn đỉnh cao trong sự nghiệp của Jancker, nơi ông giành được 4 chức vô địch Bundesliga và cùng đội lên ngôi tại UEFA Champions League 2001. Tại Bayern, Jancker thường xuyên đá cặp với Giovane Élber, một trong những tiền đạo xuất sắc nhất Bundesliga thời bấy giờ. Bộ đôi này được đánh giá cao nhờ khả năng phối hợp ăn ý và hiệu quả trên hàng công.

### Chuyển đến Udinese và sự sa sút
Năm 2002, Jancker rời Bayern để gia nhập câu lạc bộ Udinese của Ý. Tuy nhiên, đây là một quyết định không thành công khi ông chỉ ghi được 2 bàn sau 35 trận trong hai mùa giải. Nhiều ý kiến cho rằng lối chơi của Jancker "quá chậm và dễ đoán" để thích nghi với Serie A.

### Trở lại Đức và lập kỷ lục tại DFB-Pokal

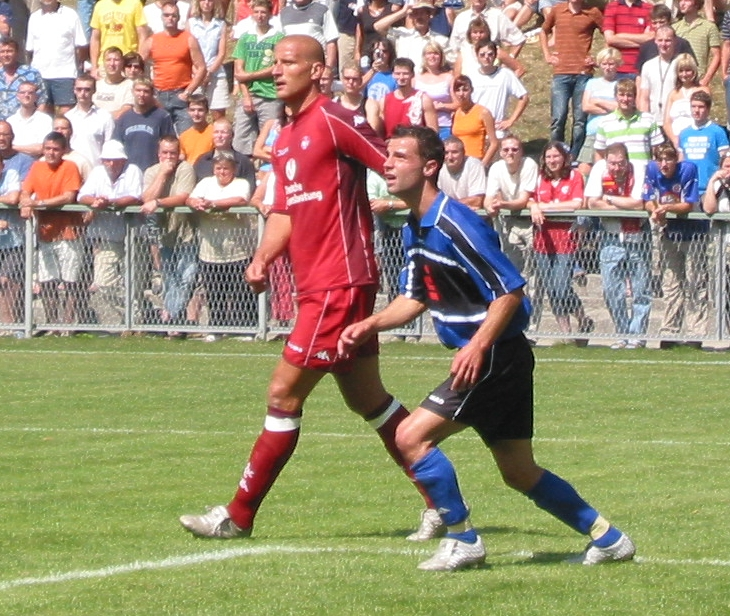
Jancker (trái) trong màu áo 1. FC Kaiserslautern, 2005

Năm 2004, Jancker trở lại Đức thi đấu cho 1. FC Kaiserslautern, nơi ông cho thấy sự cải thiện nhẹ về phong độ với 5 bàn trong 25 trận. Trong cùng năm, Jancker lập kỷ lục tại DFB-Pokal khi ghi 6 bàn trong chiến thắng 15–0 của K'lautern trước FC Schönberg 95 ở vòng một. Thành tích này vượt qua kỷ lục cũ của chính ông, khi ghi 5 bàn cho Bayern Munich trong trận thắng 16–1 trước DJK Waldberg năm 1997.

### Chơi bóng tại Trung Quốc và Áo
Sau khi 1. FC Kaiserslautern xuống hạng vào tháng 5 năm 2006, Jancker ký hợp đồng với đội bóng Trung Quốc Shanghai Shenhua F.C.. Tuy nhiên, phong độ kém khiến ông bị loại khỏi đội hình vào tháng 10 cùng năm, và ông gia nhập SV Mattersburg của Áo trong kỳ chuyển nhượng mùa đông. Đến tháng 6 năm 2009, Mattersburg thông báo chấm dứt hợp đồng với Jancker do vấn đề thể lực.

### Giải nghệ
Tháng 2 năm 2010, Jancker tuyên bố sẽ giải nghệ khi mùa giải kết thúc, chính thức khép lại sự nghiệp cầu thủ kéo dài gần hai thập kỷ.

## Phong cách thi đấu

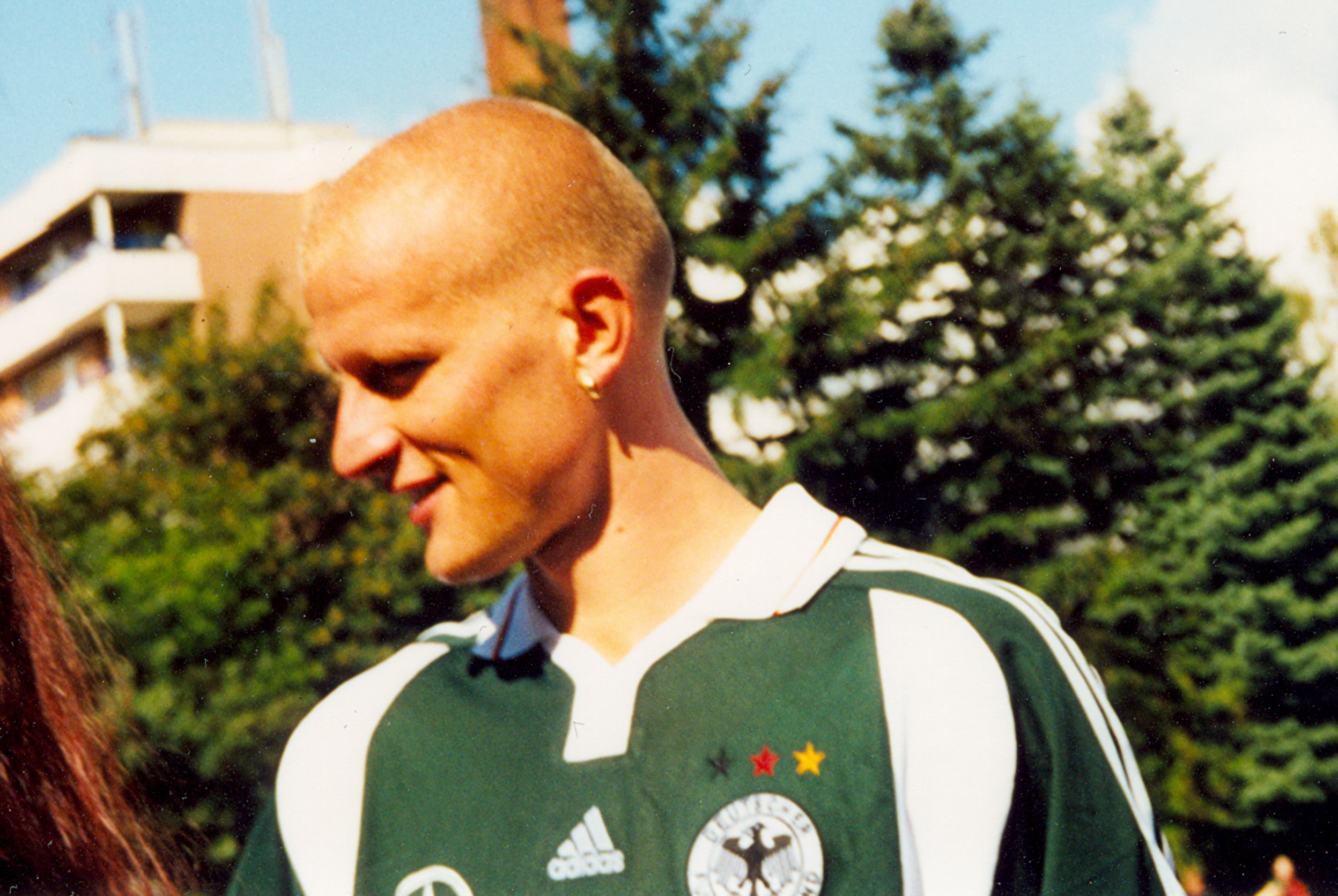
Jancker năm 2000

Carsten Jancker là một tiền đạo mạnh mẽ, kiên cường nhưng khá chậm chạp. Với chiều cao ấn tượng 1,93 mét (6 ft 4.0 in), ông nổi bật với vai trò tiền đạo mục tiêu (target man), đặc biệt trong thời kỳ thành công nhất của mình tại FC Bayern Munich. Thể hình cao lớn và sức mạnh của ông mang lại lợi thế trong việc che chắn bóng và giữ bóng để phối hợp với đồng đội.
Dù có thân hình đồ sộ, Jancker lại được đánh giá là một trung phong khá đặc biệt khi không mạnh ở khả năng không chiến. Thay vào đó, ông gây bất ngờ với khả năng kiểm soát bóng tốt, đặc biệt là khi chơi lưng về phía khung thành đối phương (back-to-the-goal game). Ông có khả năng phối hợp nhịp nhàng (link-up play) và khả năng dứt điểm sắc bén bằng những cú sút chân phải uy lực. Jancker được biết đến với lối chơi thông minh, luôn thực hiện những phương án đơn giản nhưng hiệu quả nhờ tầm nhìn và sự nhạy bén trên sân cỏ.
Tuy nhiên, sự nghiệp của ông cũng bị cản trở bởi những chấn thương dai dẳng, ảnh hưởng không nhỏ đến phong độ và thời gian thi đấu đỉnh cao.

## Thống kê

### Club
| Club                 | Season       | League               | League | League | National Cup | National Cup | League Cup | League Cup | Continental | Continental | Other | Other | Total | Total |
| Club                 | Season       | Division             | Apps   | Goals  | Apps         | Goals        | Apps       | Goals      | Apps        | Goals       | Apps  | Goals | Apps  | Goals |
| -------------------- | ------------ | -------------------- | ------ | ------ | ------------ | ------------ | ---------- | ---------- | ----------- | ----------- | ----- | ----- | ----- | ----- |
| Köln                 | 1993–94      | Bundesliga           | 1      | 1      | 1            | 0            | –          | –          | –           | –           | –     | –     | 2     | 1     |
| Köln                 | 1994–95      | Bundesliga           | 4      | 0      | 0            | 0            | –          | –          | –           | –           | –     | –     | 4     | 0     |
| Köln                 | 1995–96      | Bundesliga           | 0      | 0      | 0            | 0            | –          | –          | 1           | 0           | –     | –     | 1     | 0     |
| Köln                 | Total        | Total                | 5      | 1      | 1            | 0            | –          | –          | 1           | 0           | –     | –     | 7     | 1     |
| Rapid Wien           | 1995–96      | Austrian Bundesliga  | 27     | 7      | 2            | 3            | –          | –          | 7           | 6           | –     | –     | 36    | 16    |
| Bayern Munich        | 1996–97      | Bundesliga           | 22     | 1      | 1            | 0            | –          | –          | 1           | 0           | –     | –     | 24    | 1     |
| Bayern Munich        | 1997–98      | Bundesliga           | 29     | 13     | 6            | 6            | 1          | 0          | 8           | 4           | –     | –     | 44    | 23    |
| Bayern Munich        | 1998–99      | Bundesliga           | 26     | 13     | 6            | 4            | 1          | 1          | 12          | 3           | –     | –     | 45    | 21    |
| Bayern Munich        | 1999–2000    | Bundesliga           | 23     | 9      | 3            | 2            | 2          | 0          | 12          | 3           | –     | –     | 40    | 14    |
| Bayern Munich        | 2000–01      | Bundesliga           | 25     | 12     | 2            | 1            | 2          | 2          | 15          | 2           | –     | –     | 44    | 17    |
| Bayern Munich        | 2001–02      | Bundesliga           | 18     | 0      | 4            | 2            | 0          | 0          | 4           | 0           | 2     | 1     | 28    | 3     |
| Bayern Munich        | Total        | Total                | 143    | 48     | 22           | 15           | 6          | 3          | 52          | 12          | 2     | 1     | 225   | 79    |
| Udinese              | 2002–03      | Serie A              | 20     | 1      | 1            | 0            | –          | –          | –           | –           | –     | –     | 21    | 1     |
| Udinese              | 2003–04      | Serie A              | 16     | 1      | 2            | 1            | –          | –          | 2           | 0           | –     | –     | 20    | 2     |
| Udinese              | Total        | Total                | 36     | 2      | 3            | 1            | –          | –          | 2           | 0           | –     | –     | 41    | 3     |
| 1. FC Kaiserslautern | 2004–05      | Bundesliga           | 25     | 4      | 1            | 6            | –          | –          | –           | –           | –     | –     | 26    | 10    |
| 1. FC Kaiserslautern | 2005–06      | Bundesliga           | 5      | 0      | 2            | 1            | –          | –          | –           | –           | –     | –     | 7     | 1     |
| 1. FC Kaiserslautern | Total        | Total                | 30     | 4      | 3            | 7            | –          | –          | –           | –           | –     | –     | 33    | 11    |
| Shanghai Shenhua     | 2006         | Chinese Super League | 7      | 0      |              |              | –          | –          | –           | –           | –     | –     | 7     | 0     |
| Mattersburg          | 2006–07      | Austrian Bundesliga  | 12     | 2      | 3            | 1            | –          | –          | 0           | 0           | –     | –     | 15    | 3     |
| Mattersburg          | 2007–08      | Austrian Bundesliga  | 33     | 12     | 0            | 0            | –          | –          | 4           | 1           | –     | –     | 37    | 13    |
| Mattersburg          | 2008–09      | Austrian Bundesliga  | 31     | 7      | 3            | 3            | –          | –          | –           | –           | –     | –     | 34    | 10    |
| Mattersburg          | Total        | Total                | 76     | 21     | 6            | 4            | –          | –          | 4           | 1           | –     | –     | 86    | 26    |
| Career total         | Career total | Career total         | 324    | 83     | 37           | 30           | 6          | 3          | 66          | 19          | 2     | 1     | 435   | 136   |

1. ↑  Appearance in UEFA Intertoto Cup
2. ↑  Appearances in UEFA Cup Winners' Cup
3. 1 2 3  Appearance(s) in UEFA Cup
4. 1 2 3 4  Appearances in UEFA Champions League
5. ↑  One appearance and one goal in UEFA Super Cup, one appearance in Intercontinental Cup

### International
| Germany |      |       |
| Year    | Apps | Goals |
| 1998    | 1    | 0     |
| 1999    | 4    | 0     |
| 2000    | 7    | 3     |
| 2001    | 9    | 3     |
| 2002    | 12   | 4     |
| Total   | 33   | 10    |